# خیابان فلسطین (تهران)
خیابان فلسطین با نام پیشین خیابان کاخ، خیابانی شمالی-جنوبی در مرکز تهران است. این خیابان به خیابان زرتشت غربی از شمال و به دانشگاه افسری امام علی و خیابان امام خمینی از جنوب محدود است. ادامه خیابان فلسطین از سمت شمال خیابان جویبار است که به میدان فاطمی ختم می‌شود. خیابان فلسطین در محدوده منطقه ۶ و منطقه ۱۱ شهر تهران واقع است.
این خیابان به ترتیب از شمال به جنوب با بلوار کشاورز، خیابان آیت الله طالقانی (میدان فلسطین)، خیابان انقلاب، خیابان جمهوری و خیابان پاستور (نهاد ریاست جمهوری) تقاطع دارد. بخش جنوبی این خیابان در محدوده نهاد ریاست جمهوری، کاخ مرمر (محل تشکیل جلسات مجمع تشخیص مصلحت نظام) و حسینیه امام خمینی (بیت رهبری) قرار دارد.
تا پیش از انقلاب ۱۳۵۷ ایران، در مجاورت این خیابان، سفارت اسرائیل در تهران قرار داشت. پس از انقلاب ساختمان سفارت اسرائیل در اختیار سازمان آزادی‌بخش فلسطین گذاشته شد و نام خیابان و میدان کاخ نیز به فلسطین تغییر یافت.
این خیابان از شمال آن از طریق ایستگاه مترو میدان ولیعصر و در تقاطع خیابان انقلاب و فلسطین با ایستگاه مترو تئاتر شهر قابل دسترسی است.